# Game of Thrones/Staffel 3
Die dritte Staffel der US-amerikanischen Fernsehserie Game of Thrones wurde 2013 erstmals im Fernsehen ausgestrahlt, beim US-Sender HBO. Der deutsche Sender Sky Atlantic HD übernahm ebenfalls 2013 die deutschsprachige Erstausstrahlung.

## Handlung
Die Erstausstrahlung der dritten Staffel war vom 31. März bis zum 9. Juni 2013 auf dem US-amerikanischen Kabelsender HBO zu sehen. Die deutschsprachige Erstausstrahlung sendete Sky Atlantic HD vom 19. Mai bis 21. Juli 2013.
| Nr. (ges.) | Nr. (St.) | Deutscher Titel                   | Originaltitel                | Erstausstrahlung USA | Deutschsprachige Erstausstrahlung (D) | Regie             | Drehbuch                    | Zuschauer (USA) | Länge      |
| --- | --------- | --------------------------------- | ---------------------------- | -------------------- | ------------------------------------- | ----------------- | --------------------------- | --------------- | ---------- |
| 21 | 1         | Valar Dohaeris                    | Valar Dohaeris               | 31. März 2013        | 19. Mai 2013                          | Daniel Minahan    | David Benioff & D. B. Weiss | 4,37 Mio.       | 53 Minuten |
| Die Handlung schließt unmittelbar an das Ende der 2. Staffel an. Im Land jenseits der Mauer sind die meisten Männer der Nachtwache von den „Weißen Wanderern“ getötet worden. Samwell Tarly hat mit Mühe überlebt und Lord Kommandant Mormont beschließt, die wenigen Überlebenden zur Mauer zu führen, um das Reich vor der neuen Bedrohung zu warnen. Jon Schnee hat sich zum Schein den Wildlingen angeschlossen. Er wird im Lager von Manke Rayder, dem „König jenseits der Mauer“, misstrauisch und feindselig empfangen, doch Rayder nimmt ihn auf. In den sieben Königreichen scheinen die Lennisters uneingeschränkt zu herrschen. Stannis Baratheon ist vernichtend geschlagen. Ser Davos, der die Schlacht in der Schwarzwasserbucht nur knapp überlebt hat, muss erkennen, dass Stannis nur noch Melisandre vertraut. Nach einem gescheiterten Mordanschlag auf sie wird Davos in den Kerker geworfen. Tywin Lennister regiert als neue Hand König Joffreys und macht Tyrion klar, dass dieser von ihm nichts zu erwarten habe und er ihn weiterhin verachte. Tyrions Stellung am Hof ist extrem gefährdet, da er nun über keine Macht mehr verfügt und einen weiteren Anschlag auf sein Leben befürchtet. Doch auch Cerseis Machtstellung am Hof bröckelt, da ihr Vater in Königsmund faktisch regiert und Joffrey von ihr nicht zu kontrollieren ist. Hinzu kommt, dass das mächtige Haus Tyrell nun immer mehr an Einfluss gewinnt. Margaery Tyrell soll Joffrey heiraten, um das neue Bündnis zu bekräftigen, doch die junge Frau verfolgt eigene politische Ziele und macht sich in der Hauptstadt durch ihre Fürsorgetätigkeit beliebt. Sansa Stark ist weiterhin eine Geisel der Lennisters, doch Lord Baelish macht ihr Hoffnung auf eine eventuelle Flucht. In den Flusslanden erreicht Robb Stark mit seinem Heer die Festung Harrenhal, wo ein Massaker an Nordmännern verübt wurde. Robb Stark hat zwar bislang jede Schlacht gewonnen, doch der Krieg verläuft ungünstig für ihn. Robbs Verhältnis zu seiner Mutter Catelyn ist aufgrund Jaimes Flucht weiterhin angespannt, denn auch einige Lords verübeln dies Catelyn. In Essos erreicht Daenerys Targaryen die Sklavenbucht und die Stadt Astapor, wo Elitesoldaten ausgebildet werden. Sie plant, diese zu erwerben und mit ihrer Hilfe und den Drachen Westeros zu erobern, doch sie ist auch angewidert von der Ausbildung der Soldaten, die weiterhin Sklaven bleiben. Auf Daenerys wird von den Hexern von Qarth ein Anschlag verübt, den jedoch Ser Barristan Selmy, ehemals Mitglied der Königsgarde unter den Targaryens und Robert, verhindern kann. Er bietet Daenerys seine Dienste an. |           |                                   |                              |                      |                                       |                   |                             |                 |            |
| 22 | 2         | Dunkle Schwingen, Dunkle Worte    | Dark Wings, Dark Words       | 7. Apr. 2013         | 26. Mai 2013                          | Daniel Minahan    | Vanessa Taylor              | 4,27 Mio.       | 57 Minuten |
| In Königsmund begegnet Sansa Stark Lady Olenna Tyrell, Mutter von Mace Tyrell und Großmutter von Margaery. Olenna fragt Sansa über Joffrey aus und Sansa gesteht nach einigem Zögern, dass der König ein Monster sei. Margaery nutzt dieses Wissen, um Joffrey für sich einzunehmen. In den Flusslanden erreicht Robb Stark die Nachricht, dass Winterfell von den Eisenmännern niedergebrannt worden sei und dass Catelyns Vater Lord Hoster Tully gestorben ist, woraufhin er nach Schnellwasser marschiert. Lord Karstark äußert gegenüber Robb, dass er nicht mehr an den Sieg des Nordens glaube; sie hätten den Krieg an dem Tag verloren, als Robb Talisa geheiratet hat. Catelyn selbst ist über die Nachrichten aus dem Norden und aus Schnellwasser zutiefst niedergeschlagen, zumal sie nicht weiß, ob Bran und Rickon noch leben. Bran und Rickon sind währenddessen auf dem Weg zur Mauer. Sie begegnen dabei Jojen und Meera Reed, deren Vater ein treuer Gefolgsmann Lord Eddards war. Jojen verfügt wie Bran über besondere Begabungen, etwa über die Fähigkeit, in den Geist eines Tieres einzudringen und es zu kontrollieren; eine solche Person wird als „Warg“ bezeichnet. Arya, Gendry und „heiße Pastete“ begegnen Thoros von Myr, der mit anderen Männern der „Bruderschaft ohne Banner“ angehört, die für keinen Lord, sondern für die Menschen des Reichs kämpft. Die Bruderschaft hat auch Sandor Clegane gefangen genommen, der Arya erkennt. In der Zwischenzeit reisen Brienne von Tarth und Jaime Lennister über Umwege in Richtung Hauptstadt, treffen aber auf Soldaten des Hauses Bolton, Gefolgsleute der Starks. Theon Graufreud ist noch am Leben, wird aber von Unbekannten gefangen gehalten und brutal gefoltert. Im Land jenseits der Mauer sind die Überlebenden der Nachtwache weiter auf der Flucht in Richtung Mauer, während Rayder mit den Wildlingen ebenfalls in Richtung Süden zieht. |           |                                   |                              |                      |                                       |                   |                             |                 |            |
| 23 | 3         | Der Weg der Züchtigung            | Walk of Punishment           | 14. Apr. 2013        | 2. Juni 2013                          | David Benioff     | David Benioff & D. B. Weiss | 4,72 Mio.       | 53 Minuten |
| In Schnellwasser nehmen Robb Stark und Catelyn an der Beisetzung von Hoster Tully teil. Anwesend ist auch Catelyns Onkel Brynden Tully, der sich vor Jahren mit Hoster zerstritten hat. Es kommt zum Streit zwischen Robb und Edmure Tully, Catelyns jüngerem Bruder und nun Lord von Schnellwasser. Edmure hat einen unbedeutenden Sieg über die Lennisters errungen, dabei aber die Anweisungen Robbs missachtet, der nun auch Edmures König ist. In der Hauptstadt wird Petyr Baelish von Tywin damit beauftragt, zu Lysa Arryn zu reisen und das Tal von Arryn auf die Seite des Hauses Lennister zu bringen. Tyrion wird zum neuen Meister der Münze bestellt, wovon er wenig begeistert ist. Tyrion stellt bald darauf fest, dass Baelish hohe Summen geliehen hat und die Krone somit stark verschuldet ist. In den Flusslanden begleiten Arya und Gendry die Bruderschaft, während „heiße Pastete“ sich von ihnen trennt. Jaime Lennister und Brienne sind währenddessen Gefangene von Locke, der im Dienst von Lord Roose Bolton steht. Brienne soll von den Soldaten vergewaltigt werden, doch Jaime überzeugt Locke, dass sie unversehrt mehr wert sei, was Brienne rettet. Jaime macht Locke noch ein Angebot: Der Norden habe den Krieg so gut wie verloren und die Lennisters haben mehr Männer und viel Gold; für eine spätere Belohnung solle er nun Jaime frei lassen. Doch Locke lässt sich darauf nicht ein und schlägt Jaime die rechte Hand ab. Im Norden verhilft ein Unbekannter Theon (angeblich im Auftrag von Theons Schwester) zur Flucht und kommt ihm bald darauf noch einmal zu Hilfe. Im Land jenseits der Mauer plant Manke Rayder einen Überraschungsangriff auf die Mauer, um mit den Wildlingen weiter nach Süden ziehen zu können. Währenddessen erreichen die Überlebenden der Nachtwache Crasters Hof. In Astapor drängt Ser Jorah Mormont Daenerys Targaryen dazu, die dort trainierten Sklavensoldaten (die „Unbefleckten“) zu kaufen. Ser Barristan Selmy hingegen erinnert Daenerys an ihren ältesten Bruder Rhaegar, den „letzten Drachen“, für den seine Soldaten aus Überzeugung gekämpft haben. Sie entscheidet sich jedoch, alle 8000 Soldaten und alle in der Ausbildung befindlichen Männer zu kaufen. Als Bezahlung bietet sie einen ihrer Drachen an, worüber Mormont und Selmy entsetzt sind, da ein Drache mehr Wert besitze als eine ganze Armee. |           |                                   |                              |                      |                                       |                   |                             |                 |            |
| 24 | 4         | Und jetzt ist seine Wache zu Ende | And Now His Watch Is Ended   | 21. Apr. 2013        | 9. Juni 2013                          | Alex Graves       | David Benioff & D. B. Weiss | 4,87 Mio.       | 55 Minuten |
| In der Hauptstadt ist Margaery Tyrell weiterhin darum bemüht, Joffrey für sich einzunehmen und gleichzeitig ihre Stellung am Hof auszubauen, worüber Cersei verärgert ist. Während einer Unterhaltung gibt Varys Tyrion, der sich für den Mordanschlag auf ihn während der Schwarzwasser-Schlacht revanchieren will, Ratschläge zum Thema Rache. Varys erfährt durch Ros, dass Lord Baelish möglicherweise im Geheimen plant, Sansa vom Hof fortzuführen. Daraufhin tauscht sich Varys mit Lady Olenna Tyrell aus. Margaery offenbart Sansa, dass die Starktochter in naher Zukunft Loras Tyrell heiraten könnte. In den Flusslanden ist Jaime durch den Verlust seiner Schwerthand in seinem Selbstwertgefühl getroffen und resigniert. Arya begegnet bei der „Bruderschaft ohne Banner“ deren Anführer, Lord Beric Dondarrion. Dieser ist nun ein Anhänger des Herren des Lichts und gesteht dem Bluthund einen Zweikampf als Gottesurteil zu. Im Norden ist Bran Stark weiterhin auf dem Weg zur Mauer und hat Träume von der dreiäugigen Krähe. Theon Graufreud wurde von seinem angeblichen Retter getäuscht, der ihn wieder zurück in den Kerker bringt. Im Land jenseits der Mauer kommt es auf Crasters Hof zu einer Meuterei. Lord Kommandant Mormont wird ermordet, Sam Tarly kann mit Goldie und deren neugeborenem Knaben fliehen. In Astapor erhält Daenerys ihre Sklavensoldaten. Gleich darauf offenbart sie den völlig überraschten Sklavenmeistern, dass sie Valyrisch als Muttersprache spricht und jederzeit alles verstanden hat. Ihren Soldaten befiehlt sie, alle Sklavenhalter zu töten, gleichzeitig entfesselt sie ihre Drachen. Anschließend teilt sie ihren Soldaten mit, dass diese nun alle freie Männer seien und fordert sie auf, ihr als solche zu folgen. Die Soldaten stimmen zu und verlassen mit Daenerys Astapor. |           |                                   |                              |                      |                                       |                   |                             |                 |            |
| 25 | 5         | Vom Feuer geküsst                 | Kissed by Fire               | 28. Apr. 2013        | 16. Juni 2013                         | Alex Graves       | Bryan Cogman                | 5,35 Mio.       | 57 Minuten |
| In der Hauptstadt erfährt Petyr Baelish von den Plänen der Tyrells, Sansa Stark mit Loras Tyrell zu verheiraten, und berichtet den Lennisters davon. Tywin Lennister plant daraufhin, Tyrion mit Sansa zu verheiraten, während Cersei Loras heiraten soll, um das Bündnis beider Häuser zu bekräftigen. In den Flusslanden kommt es bei der „Bruderschaft ohne Banner“ zum Duell zwischen Beric Dondarrion und Sandor Clegane. Sandor besiegt und tötet Lord Dondarrion, doch dieser wird vom roten Priester Thoros von Myr wieder zum Leben erweckt. Sandor darf ungehindert gehen, Arya soll gegen Lösegeld an Robb Stark übergeben werden. In Harrenhal wird Jaime Lennister an Lord Roose Bolton übergeben. Jaime verrät Brienne den Grund für die Ermordung König Aerys’ II. vor 17 Jahren. Aerys hatte am Ende des Bürgerkriegs aufgrund der drohenden Niederlage geplant, die ganze Hauptstadt mit Seefeuer zu zerstören. Jaime habe daraufhin alle getötet, die in den Plan eingeweiht waren. In Schnellwasser richtet Robb Stark Lord Karstark hin, der zwei gefangene Lennisters getötet hat. Daraufhin verlassen die Truppen der Karstarks Robbs Heer. Robb plant, des Hauses Lennisters Stammsitz im Westen zu erobern, wozu er aber die Truppen Lord Freys benötigt. Allerdings hat Robb sein Heiratsversprechen den Freys gegenüber gebrochen. Auf Drachenstein erzählt Stannis Baratheons Ehefrau Selyse ihrem Mann, dass sie über Melisandres Handlungen Bescheid weiß; Melisandre habe ihr selbst davon berichtet. Selyse ist jedoch mit allem einverstanden, damit Stannis König wird. Im Land jenseits der Mauer verrät Jon Schnee den Wildlingen Informationen über die Nachtwache und bricht ein zweites Mal seinen Eid, als er mit Ygritte schläft. In Essos ist Daenerys mit ihren Truppen auf dem Marsch. Die ehemaligen Sklavensoldaten haben Grauen Wurm als Anführer gewählt, der Daenerys als Ansprechpartner dienen soll. |           |                                   |                              |                      |                                       |                   |                             |                 |            |
| 26 | 6         | Der Aufstieg                      | The Climb                    | 5. Mai 2013          | 23. Juni 2013                         | Alik Sakharov     | David Benioff & D. B. Weiss | 5,50 Mio.       | 54 Minuten |
| In der Hauptstadt kommt es zur Konfrontation zwischen Tywin und Lady Olenna Tyrell. Olenna lehnt eine Verbindung zwischen Cersei und Loras ab und führt Cerseis Alter und die Gerüchte über den Inzest an. Tywin droht jedoch, Loras Tyrell in die Königsgarde aufnehmen zu lassen, wodurch Rosengarten ohne einen Erben wäre. Olenna muss einlenken und stimmt der Hochzeit zu. Tyrion erklärt Sansa, dass sie einander heiraten sollen. Petyr Baelish verrät Varys, dass er von dessen Gesprächen mit Ros weiß und sie jemandem übergeben habe, der sie bestrafe; Ros selbst ist derweil von Joffrey brutal getötet worden. In den Flusslanden taucht Melisandre bei der „Bruderschaft ohne Banner“ auf. Sie weiß, dass Gendry ein Bastardsohn Robert Baratheons ist, und will ihn mitnehmen. Lord Beric und Thoros übergeben ihn gegen Bezahlung an Melisandre, Arya kann nichts dagegen unternehmen. In Schnellwasser erscheinen Vertreter des Hauses Frey. Robb soll sich als Wiedergutmachung für den gebrochenen Eid bei Lord Frey entschuldigen und Edmure Tully soll zudem eine Tochter Lord Freys heiraten. In Harrenhal lässt Lord Bolton Jaime Lennister weiterziehen, behält aber Brienne bei sich. Jaime soll Lord Tywin mitteilen, dass der Verlust von Jaimes Hand nicht Boltons Schuld war. Im Norden wird Theon weiterhin brutal gefoltert, wobei der Mann, der ihm zur scheinbaren Flucht verholfen hatte, daraus ein sadistisches Spiel macht. Bran und seine Gruppe sind weiterhin auf der Reise. Im hohen Norden gelangen Jon Schnee und mehrere Wildlinge auf die Mauer. Sam und Goldie sind währenddessen weiter auf der Flucht. |           |                                   |                              |                      |                                       |                   |                             |                 |            |
| 27 | 7         | Der Bär und die Jungfrau Hehr     | The Bear and the Maiden Fair | 12. Mai 2013         | 30. Juni 2013                         | Michelle MacLaren | George R. R. Martin         | 4,84 Mio.       | 58 Minuten |
| In der Hauptstadt hat Tywin Lennister eine Unterredung mit Joffrey. Der König will über die Treffen des kleinen Rats unterrichtet werden, doch Tywin weist ihn zurecht und darauf hin, dass er jederzeit an diesen Treffen teilnehmen kann – im Turm der Hand, wo Tywin residiert. Die Gerüchte über Daenerys und ihre Drachen haben nun Westeros erreicht, doch Tywin macht sich diesbezüglich keine Sorgen. Sansa Stark ist deprimiert über ihre zukünftige Hochzeit mit Tyrion Lennister und vertraut sich Margaery an. Shae ist eifersüchtig, dass Tyrion heiraten wird, und er selbst ist unsicher, wie er sich verhalten soll. In den Flusslanden marschieren Robb und sein Heer zum Sitz des Hauses Frey, wo die Hochzeit von Edmure Tully und Roslin Frey stattfinden soll. Robb erfährt von Talisa, dass diese schwanger ist. Arya Stark flüchtet von der „Bruderschaft ohne Banner“, wird aber kurz darauf von Sandor Clegane gefangen genommen. In Harrenhal bricht Jaime ohne Brienne nach Königsmund auf und lässt Lord Bolton ausrichten, er solle Robb seine besten Grüße schicken. Unterwegs überzeugt er jedoch seine Wachen, dass es vorteilhaft für sie wäre, ihm zu gehorchen. Er kehrt nach Harrenhal zurück und rettet Brienne, die mit einem Holzschwert gegen einen Bären kämpfen musste. Gendry erfährt von Melisandre, dass er zwar unehelich, aber königlicher Herkunft ist. Bran und seine Gruppe reisen weiter nach Norden, während Jon Schnee, Ygritte und andere Wildlinge die Mauer mit Mühe überwunden haben. Der Warg Orell gesteht seine Liebe für Ygritte und dass er Jon misstraut. Jon erklärt Ygritte, dass der Angriff auf die Sieben Königreiche ein sinnloses Unterfangen sei: In den vergangenen Jahrhunderten hätten die Wildlinge sechs Mal versucht, in größerer Zahl in die Königslande einzudringen, und jedes Mal wurden sie vernichtend geschlagen. Theons Folterer spielt weiterhin mit ihm; nachdem er ihm zuerst zwei schöne Frauen geschickt hat, unterbricht er sie und kündigt Theon an, ihn kastrieren zu wollen. In Essos hat Daenerys mit ihrem Heer die Sklavenstadt Yunkai erreicht. Ein Abgesandter aus der Stadt bringt Daenerys Gold und verspricht ihr noch sehr viel mehr sowie Schiffe, die sie nach Westeros bringen. Daenerys jedoch fordert die Freilassung aller Sklaven und deren Auszahlung. Der Gesandte bricht wütend wieder auf, während Daenerys gelassen auf seine Drohungen reagiert. |           |                                   |                              |                      |                                       |                   |                             |                 |            |
| 28 | 8         | Die Zweitgeborenen                | Second Sons                  | 19. Mai 2013         | 7. Juli 2013                          | Michelle MacLaren | David Benioff & D. B. Weiss | 5,13 Mio.       | 57 Minuten |
| In der Hauptstadt steht die Hochzeit von Tyrion Lennister und Sansa Stark bevor. Tyrion versucht, Sansa zu beruhigen, und versichert ihr, dass er ihr nicht schaden werde und ihre Gefühle verstehe. Währenddessen nehmen die Spannungen zwischen Cersei und Margaery Tyrell weiter zu. Nach der Zeremonie betrinkt sich Tyrion, während Tywin seinen Sohn dazu auffordert, so schnell wie möglich mit Sansa ein Kind zu zeugen. Die Situation droht zu eskalieren, als Joffrey ein altes Königsrecht im Hinblick auf die Hochzeitsnacht anwenden will, woraufhin ihn Tyrion bedroht. In der Hochzeitsnacht verweist Tyrion auf Sansas junges Alter und verzichtet auf den Beischlaf mit ihr. In den Flusslanden befindet sich Arya in der Gewalt Sandor Cleganes. Dieser plant, sie für Gold an Robb Stark auszuliefern. Auf Drachenstein bittet Davos Stannis inständig, Gendry nicht zu töten, doch Stannis entgegnet, dass die Welt von der Dunkelheit verschlungen werde, wenn er nicht gewinnt, und dass der rote Gott der einzig wahre Gott ist. Währenddessen verführt Melisandre Gendry, aber nur, um ihn zu fesseln und mit Egeln Blut für eine Beschwörung von ihm abzunehmen. Im Land jenseits der Mauer sind Samwell Tarly, Goldie und ihr Baby weiter auf der Flucht zur Mauer. Sie begegnen einem „Weißen Wanderer“, doch Sam gelingt es überraschend, diesen mit einer Obsidianklinge zu töten, die er vor einiger Zeit bei der Faust der Ersten Menschen versteckt gefunden hat. In Essos belagert Daenerys mit ihrem Heer Yunkai. Sie hat ein Treffen mit Mero, dem Kommandeur der Söldnertruppe der Zweitgeborenen. Daenerys will Mero auf ihre Seite ziehen, dieser entscheidet sich hingegen, ein Attentat auf sie durchzuführen. Diese Aufgabe soll Daario Naharis übernehmen, der jedoch von Daenerys eingenommen ist. Er bringt ihr die Köpfe der beiden anderen Offiziere und bietet ihr seine Dienste an. |           |                                   |                              |                      |                                       |                   |                             |                 |            |
| 29 | 9         | Der Regen von Castamaer           | The Rains of Castamere       | 2. Juni 2013         | 14. Juli 2013                         | David Nutter      | David Benioff & D. B. Weiss | 5,22 Mio.       | 51 Minuten |
| Robb Stark, Talisa, Catelyn sowie Edmure und Brynden Tully erreichen mit dem Anhang der Starks die Zwillinge, den Sitz des Hauses Frey, wo Edmures Heirat stattfindet. Robb entschuldigt sich persönlich bei Lord Walder Frey und seinen Töchtern, dass er sein Heiratsversprechen gebrochen hat. Lord Frey akzeptiert dies und nimmt die Starks dem Gastrecht entsprechend auf. Edmure heiratet Roslin Frey, die Stimmung ist ausgelassen. Robb und Talisa sind in bester Laune, Edmure hat Gefallen an seiner hübschen Braut gefunden und Lord Roose Bolton erzählt Catelyn, dass er ebenfalls eine Freytochter geheiratet habe, ein dickes Mädchen, da ihm Lord Frey deren Gewicht in Silber aufgewogen hat. Edmure und Roslin werden zur Hochzeitsnacht geleitet. Die Türen des Saals werden verschlossen und die Musiker spielen Die Regen von Castamaer, ein traditionelles Lennister-Lied, das vom mehrere Jahre zurückliegenden Sieg Tywin Lennisters über das mächtige, aber rebellische Haus Regen von Castamaer handelt. Catelyn bemerkt, dass Lord Bolton unter der Festkleidung ein Kettenhemd trägt, und versucht noch, Robb zu warnen, doch es ist zu spät. Lord Frey gibt das Zeichen für die später so genannte Rote Hochzeit. Talisa wird niedergestochen, andere Stark-Anhänger, die nicht auf einen Kampf vorbereitet sind, werden von schwerbewaffneten Männern des Hauses Frey getötet. Robb wird schwer verwundet. Catelyn gelingt es, Walder Freys junge Frau zu ergreifen. Sie droht, diese zu töten, wenn die Freys Robb nicht am Leben lassen, doch Lord Walder geht darauf nicht ein. Roose Bolton, der offenbar Teil der Verschwörung ist, tötet persönlich Robb und teilt ihm dabei mit, dass die Lennisters ihre Grüße schicken. Catelyn tötet daraufhin Lord Walders Ehefrau, bevor sie selbst getötet wird. Arya, die von Sandor Clegane mit zu den Zwillingen genommen worden ist, beobachtet das Massaker an den Stark-Anhängern und deren Soldaten außerhalb der Festhalle. Sie selbst wird von Sandor noch rechtzeitig fortgebracht. Im hohen Norden begegnen Jon Schnee und die Wildlinge einem Pferdezüchter. Tormund, der das Kommando hat, will ihn töten und ausrauben, was Jon als falsch erachtet. Der Mann kann zunächst auf einem Pferd entkommen, doch die Wildlinge fassen ihn, und nun soll Jon den unschuldigen Mann töten. Jon lehnt dies jedoch ab, und es kommt zum Kampf mit Orell; Jon tötet ihn und reitet auf dem Pferd davon. Währenddessen haben Bran und seine Gruppe Zuflucht ganz in der Nähe gefunden. Bran dringt ungeplant in den Geist von Hodor ein, der beinahe ihre Position verraten hätte; später dringt er in den Geist seines Schattenwolfes ein und kommt Jon so zu Hilfe. Bran beschließt, weiter nach der dreiäugigen Krähe jenseits der Mauer zu suchen, doch sein Bruder Rickon soll von Osha zu den Umbers in Sicherheit gebracht werden. In Essos steht Daenerys Targaryen weiter vor Yunkai. Daario Naharis hat einen Plan, wie die Stadt erobert werden kann. Eine kleine Gruppe soll durch ein kaum bewachtes Seitentor in Yunkai eindringen und dann das Haupttor öffnen. Ser Jorah, der Daario nicht leiden kann, ist dagegen, doch schließlich wird der Plan umgesetzt. Daario, Jorah und Grauer Wurm dringen ein und kämpfen sich den Weg frei. Als Jorah und Grauer Wurm zu Daenerys zurückkehren und davon berichten, dass sich die Sklavensoldaten ergeben haben, ist diese in Sorge um Daario. Dieser erscheint kurz darauf und berichtet Daenerys, dass die Stadt nun ihr gehöre. |           |                                   |                              |                      |                                       |                   |                             |                 |            |
| 30 | 10        | Mhysa                             | Mhysa                        | 9. Juni 2013         | 21. Juli 2013                         | David Nutter      | David Benioff & D. B. Weiss | 5,39 Mio.       | 62 Minuten |
| Bei den Zwillingen werden die Reste der Stark-Truppen massakriert, und Robb Starks Kopf wird durch den abgeschlagenen Kopf seines Schattenwolfes ersetzt. In der Hauptstadt trifft die Nachricht von der „Roten Hochzeit“ ein. Joffrey ist begeistert und wünscht sich Robb Starks Kopf, um diesen bei seiner eigenen Hochzeit Sansa zu präsentieren. Tyrion nimmt Sansa in Schutz und warnt Joffrey, dass er vorsichtig sein müsse, da Könige in diesen Tagen schnell sterben. Tywin tadelt den wütenden Joffrey, da niemand wirklich König sei, wenn er alle immer daran erinnern müsse. Daraufhin wirft Joffrey Tywin vor, sich im Kampf gegen die Targaryens nur versteckt zu haben, während Robert den Krieg gewann. Tyrion erkennt, dass Tywin der Drahtzieher für die „Rote Hochzeit“ gewesen sein muss, da Walder Frey ohne Unterstützung niemals selbst eine solche Tat gewagt hätte. Der Norden würde dies nie vergessen. Sansa ist von der Nachricht zutiefst getroffen und wendet sich von Tyrion ab. Schließlich trifft Jaime Lennister in Königsmund ein. Bei den Zwillingen führt Walder Frey, nun auch Lord von Schnellwasser, eine Unterredung mit Lord Roose Bolton, dem neuen Wächter des Nordens. Bolton ist besorgt, weil Brynden Tully entkommen ist, doch Lord Walder hält Brynden für keine Bedrohung. Nun wird auch enthüllt, dass Theon die ganze Zeit ein Gefangener des Hauses Bolton war und sein Folterer Ramsay Schnee war, der Bastardsohn Lord Boltons. Ramsay zwingt Theon dazu, nicht mehr den eigenen Namen zu benutzen, sondern sich nur noch „Stinker“ zu nennen. Balon Graufreud erhält eine Nachricht von Ramsay mit dem abgeschnittenen Glied Theons. Dieser fordert die Eisenmänner auf, den Norden zu verlassen. Ansonsten würden sie gejagt und lebendig gehäutet werden; zudem würden sie Theon stückweise zurückerhalten. Lord Balon will nicht darauf eingehen, doch seine Tochter Asha entschließt sich, ihren Bruder zu finden und zu retten. Arya reist mit Sandor Clegane weiter durch die Flusslande. Sie treffen auf eine Gruppe Freysoldaten. Arya tötet kaltblütig einen von ihnen, die anderen tötet Sandor. Im hohen Norden holt Ygritte Jon Schnee ein und schießt drei Pfeile auf ihn ab, doch Jon kann verwundet entkommen. Bran erzählt den Reeds und Hodor die Geschichte vom Rattenkoch: Ein Koch der Nachtwache habe sich vor langer Zeit an einem König gerächt, indem er den Sohn des Königs tötete und diesen als Mahlzeit dem König servierte. Die Götter verwandelten den Koch in eine riesige Ratte, die sich nur von ihren Jungen ernähren konnte; eine Strafe nicht für den Mord, sondern für den Bruch des geheiligten Gastrechts. Brans Gruppe trifft auf Sam und Goldie. Sam berichtet, wie er den „Weißen Wanderer“ getötet hat. Ihre Wege trennen sich, da Bran mit seinen Gefährten durch einen geheimen Zugang ins Land jenseits der Mauer aufbricht, während Sam und Goldie zur Nachtwache reisen. Dort trifft auch Jon Schnee ein, um den sich Sam kümmert. Auf Drachenstein ist Ser Davos nun die Hand König Stannis Baratheons. Er warnt Stannis davor, die Kräfte Melisandres zu nutzen, da dies falsch sei. Später befreit Davos Gendry und schafft ihn von der Insel fort. Er übergibt Stannis die Nachricht der Nachtwache, die vor den Gefahren im hohen Norden warnt. Melisandre ist ebenfalls darüber besorgt; im Vergleich zu dieser Bedrohung bedeute der „Krieg der fünf Könige“ nichts. In Essos hält Daenerys Targaryen den Sklaven Yunkais eine Ansprache und fordert diese auf, sich selbst für die Freiheit zu entscheiden, diese Wahl liege nur bei ihnen. Die versammelten Sklaven nennen Daenerys daraufhin Mhysa, Alt-Ghiscarisch für „Mutter“. Daenerys begibt sich in die Menge, wo sie begeistert gefeiert wird. |           |                                   |                              |                      |                                       |                   |                             |                 |            |

## Beispiele für Unterschiede zum Buch
Valar Dohaeris (3.01)
- Robb Stark selbst marschierte im Buch nicht nach Harrenhal, das Roose Bolton bereits zuvor eingenommen hatte.
- Die Identität von Barristan Selmy wird im Buch A Storm of Swords erst am Ende offenbart. Sein Begleiter, ein ehemaliger Arenakämpfer namens Der Starke Belwas, fehlt in der Serie völlig.
- Die Rolle Margaery Tyrells ist in der Serie (auch in den späteren Folgen) gegenüber der Buchrolle erweitert.

Dunkle Schwingen, Dunkle Worte (3.02)
- Jojen und Meera Reet tauchen in den Büchern bereits früher auf.
- Das Schicksal Theons wird in den Büchern erst später enthüllt, doch auch dort wurde er wiederholt (von den Boltons) gefoltert.

Der Weg der Züchtigung (3.03)
- Sowohl Edmure als auch Brynden Tully kommen bereits im ersten Buch (A Game of Thrones) vor, während sie in der Serie erst jetzt eingeführt werden.
- Jaime Lennister wird in den Büchern vom Söldner Vargo Hoat gefangen genommen, in der Serie von Locke, einem neuen Charakter und Gefolgsmann des Hauses Bolton.

Und jetzt ist seine Wache zu Ende (3.04)
- Mehrere Szenen (Varys und Lady Olenna; Joffrey und Margaery) kommen im Buch nicht vor.

Vom Feuer geküsst (3.05)
- In der Serie sollen Sansa (Folge 3.04) und später Cersei mit Loras Tyrell verheiratet werden, anders als im Buch, wo Loras Mitglied der Königsgarde ist und Sansa deshalb Willas Tyrell heiraten soll.
- Robb Stark plant in den Büchern keinen Angriff auf Casterlystein.
- In den Büchern war Ser Barristan Selmy Mitglied des königlichen Rats und wusste daher, dass Jorah Mormont Informationen über Daenerys verraten hat.

Der Aufstieg (3.06)
- In den Büchern erscheint Melisandre nicht bei der Bruderschaft und nimmt auch Gendry nicht mit. Die Rolle, die Gendry daraufhin mit Stannis, Melisandre und Davos bis zu seiner Befreiung spielt, wird im Buch von einem anerkannten unehelichen Sohn Roberts namens Edric Sturm gespielt.
- Die Wildlinge, die die Mauer überqueren sollen, werden im Buch von Styr und Jarl angeführt, in der Serie von Orell und Tormund Riesentod. Orell wird im Buch nur rückblickend erwähnt, da er bei der ersten Begegnung mit Jon von diesem sofort getötet wird.

Die Zweitgeborenen (3.08)
- In den Büchern sind Mero und Daario Naharis Mitglieder unterschiedlicher Söldnertruppen vor Yunkai, die beide zu Daenerys überlaufen. In der Serie läuft Daario zu Daenerys über, nachdem er seinen Captain Mero getötet hat. In beiden Fällen tötet Daario jedoch seine beiden Mitbefehlshaber.
- Gendry ist in den Büchern nie nach Drachenstein verschleppt worden. Er arbeitet schließlich als Schmied für die Bruderschaft ohne Banner (gilt auch für die Episode Mhysa).

Der Regen von Castamaer (3.09)
- Im Buch überlebt Robbs Ehefrau (dort Jeyne Westerling) die „Rote Hochzeit“, zumal sie nicht anwesend und auch nie schwanger war. Catelyn tötet im Buch nicht Lord Freys Ehefrau, sondern einen von dessen Enkeln.
- Im Buch erobert Daenerys Yunkai, nachdem dessen Truppen geschlagen wurden. Die „Kommandoaktion“ in der Serie ist hingegen an die im Buch später beschriebene Eroberung Meereens angelehnt.

Mhysa (3.10)
- Im Buch hält Brynden Tully die Burg Schnellwasser, während er in der Serie als Gast bei der „Roten Hochzeit“ war, aber entkommen konnte.
- Im Buch unternimmt Asha Graufreud für Theon keinen Rettungsversuch.